# 니켄차야역
니켄차야역(일본어: 二軒茶屋駅, にけんちゃやえき)은 일본 교토부 교토시 사쿄구에 위치한 에이잔 전철 구라마 선의 역이다. 역 번호는 E13이다.

## 역사
- 1928년 12월 1일: 구라마 전기철도의 역으로 영업 개시.
- 1939년 9월: 당역 ~ 이치하라 역 구간이 경영 합리화로 인하여 단선화.
- 1942년 8월 1일: 회사 합병으로 게이후쿠 전기철도 구라마 선의 역이 됨.
- 1944년 11월 10일: 야마바나(현, 다카라가이케) ~ 당역 구간이 전쟁 발발의 자재 공출로 인하여 단선화 및 상행 승강장을 구내 건널목 앞(북쪽)으로 이전.
- 1986년 4월 1일: 게이후쿠 전기철도가 구라마 선을 에이잔 전철에 양도하여 에이잔 전철 구라마 선의 역이 됨.
- 1990년 9월 28일: 이와쿠라 ~ 당역 간 다시 복선화, 상행 승강장을 구내 건널목 앞(남쪽・하행 승강장의 맞은편)으로 이전.

## 역 구조
상대식 승강장 2면 2선의 구조이고 무인역이다. 구라마 방향 승강장에 역 구내 건널목(제1종)이 있고 두 승강장을 연결한다. 출입구는 건널목의 구라마 승강장 쪽에 있다. 구라마 방향에 건늠선 2쌍이 있고 그 다음에는 상행선 측이 단선의 본선과 하행선 쪽에 인상선이다. 인상선은 데마치야나기 방면에서 당역 회송 열차가 사용하고 있다.
과거에는 구라마 방면 승강장에만 자동 개찰기가 1대 설치되어 있었지만, 교토 산업 대학의 휴일 이외의 아침 시간대에 가동되고 있었다. 회수권의 일부는 대학 내 8호관의 훼미리마트 교토 산업 대학점에서 판매하고 있다.
구내 건널목에서 승강장에는 레일 면에서 승강장 면까지 완만한 계단에서 슬로프까지 병설되고 있지만 역전 도로에서 구내 건널목까지 계단만이 있기 때문에 휠체어 등의 이용은 곤란하다.

### 승강장
|  | ■ 구라마 선 (상행) | 다카라가이케・데마치야나기 방면 |
|  | ■ 구라마 선 (하행) | 기부네구치・구라마 방면         |

## 역 주변
역의 남서쪽에 교토 산업 대학이 개교한 이후 주변은 산간부까지 택지 조성이 진행된 주택지이다. 주변의 고지대에는 교토 산업 대학의 제2운동장이 있으며 역부터 이 대학에 가는 셔틀 버스가 운행되는 등 교토 산업 대학과의 연계가 강한 역이기도 하다.
- 라쿠호쿠 병원
- 교토 산업 대학(도보의 경우 약 800m)
- 미니스톱 교토 시즈이치점

## 사진

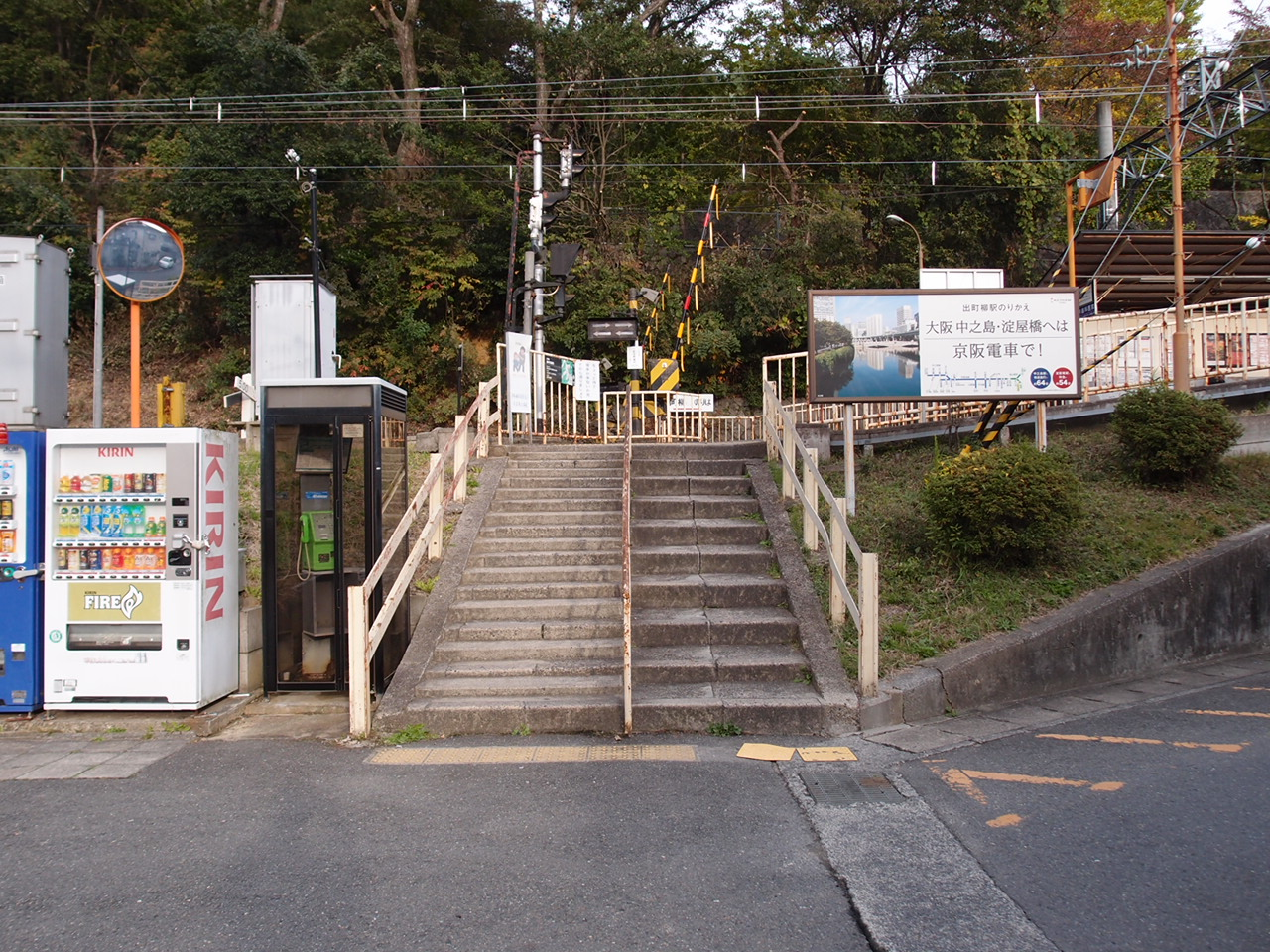
출입구 계단

## 인접역
| 에이잔 전철 ■ 구라마 선                  | 에이잔 전철 ■ 구라마 선 | 에이잔 전철 ■ 구라마 선  |
| ---------------------------------------- | ----------------------- | ------------------------ |
| E12 교토세이카다이마에 다카라가이케 방면 |                         | 이치하라 E14 구라마 방면 |